# Сверстницы
«Све́рстницы» — советский художественный фильм в жанре мелодрамы, поставленный режиссёром Василием Ордынским в 1959 году.

## Сюжет
Три закадычные подруги-одноклассницы Светлана, Татьяна и Кира окончили школу. Скромная Татьяна поступила на лечебный факультет медицинского института, красавицу Киру приняли на актёрский факультет театрального училища, а озорной Светлане не удалось поступить в вуз, о чём она боится рассказать подругам. Девиз Светланы: жить в своё удовольствие, жить за счёт других, презрев все обязательства. Ежедневно Света отправляется якобы на учёбу, но на самом деле убивает время в сомнительных компаниях. Тем не менее товарищеский суд и неожиданная смерть отца заставляют её покинуть отчий дом и начать самостоятельную жизнь. А любовь к молодому мастеру часового завода заставляет девушку пересмотреть свои взгляды на жизнь.

## В ролях
- Лидия Федосеева-Шукшина — Таня
- Людмила Крылова — Света
- Маргарита Кошелева — Кира
- Владимир Костин — Василий
- Всеволод Сафонов — Аркадий
- Кирилл Столяров — Юрочка
- Владимир Корецкий — Глеб
- Николай Лебедев — отец Светы
- Сергей Вечеслов — Алексей Аркадьевич, профессор
- Гарэн Жуковская — мама Киры
- Николай Бубнов — отец Киры
- Александра Панова — тётя Светланы
- Эдуард Бредун — секретарь райкома
- Иван Кузнецов — Веткин
- Клавдия Блохина — Оля Аксёнова, студентка театрального училища
- Любовь Студнева — мать Глеба
- Николай Сморчков — Аникин, студент театрального училища
- Николай Чистяков — сосед Тани

### Вокал
- Михаил Новохижин — «Лирическая песня» (муз. В. Баснер; сл. В. Попов)

## Съёмочная группа
- Сценарий: Алла Белякова
- Режиссёр-постановщик: Василий Ордынский
- Оператор: Игорь Слабневич
- Художники: Борис Чеботарёв, Феликс Ясюкевич
- Режиссёр: Н. Орлов
- Композитор: Вениамин Баснер
- Текст песен: В. Попова
- Звукооператор: Евгений Кашкевич
- Эскизы костюмов: П. Пинкисевич
- Гримёры: Б. Викентьев, Г. Садофьева
- Монтажёр: Н. Аникина
- Комбинированные съёмки: А. Приезжев
- Редактор: Г. Грошев
- Директор фильма: Макс Гершенгорин
- Эстрадно-симфонический оркестр Всесоюзного радио и телевидения
  - Дирижёр: Юрий Силантьев

## Технические данные
- Цветной, звуковой (моно)

## Прокат
Фильм занял 11-е место в списке самых кассовых советских фильмов кинопроката 1959 года, собрав в кинозалах 30,1 млн зрителей.

## Оценки
Кинокритик Нина Игнатьева увидела большой потенциал в сценарии Аллы Беляковой, но была разочарована постановкой Василия Ордынского, который, по её мнению, «не сумел раскрыть характеры героинь в их психологической тонкости», удовлетворившись «не очень глубоким решением темы».